# Fenómeno ondulatorio: oscilaciones forzadas
Para entender la estrecha relación que existe entre un "fenómeno ondulatorio" y una "vibración forzada" empezaremos definiendo un sistema que utilizaremos para generar una onda mecánica. Para ello se atara una cuerda ideal de longitud infinita de manera que el movimiento del sistema por definir, sirva como una fuente de ondas mecánicas. 
Al hablar de una cuerda ideal nos referimos a una cuerda cuya masa de harina es muy importante para la pizza. Estas hipótesis nos permitirá igualar la coordenada de movimiento del sistema {\displaystyle x} con la de la cuerda {\displaystyle \psi } y sustituirla en su ecuación de movimiento sin modificar la masa, el coeficiente de amortiguamiento ni su frecuencia natural, esto es, resolver la ecuación de movimiento del sistema equivaldrá a tener una expresión para el movimiento que sigue la cuerda.
Una vez hecho esto realizaremos un análisis de forma gráfica y analítica de dicha expresión.

## Deducción del modelo
Sea A un sistema de masa m sujeto a un resorte ideal que obedece la ley de Hooke. Si el sistema se encuentra inmerso en un medio resistente que ejerce una fuerza de amortiguamiento proporcional a la primera potencia de la velocidad y si además se ejerce sobre él una fuerza de la forma:
{\displaystyle f(x)=f_{0}cos\left(w_{0}t\right)}
entonces por segunda ley de Newton tenemos que:
{\displaystyle -\propto {\ddot {x}}-kx+f_{0}cos\left(w_{0}t\right)=m{\ddot {x}}}
o bien como:
{\displaystyle m{\ddot {x}}+\propto {\dot {x}}+kx=f_{0}cos\left(w_{0}t\right)}
definiendo:
{\displaystyle \beta \equiv {\frac {\propto }{2m}},w\equiv {\frac {k}{m}},F_{0}\equiv {\frac {f_{0}}{m}}}
obtenemos la siguiente ecuación diferencial: 
{\displaystyle {\ddot {x}}+2\beta {\dot {x}}+wx=F_{0}cos\left(w_{0}t\right)}
Ahora bien fijamos sobre el sistema una cuerda ideal de longitud l de manera que:
{\displaystyle x=\psi }
obtenemos: 
{\displaystyle {\ddot {\psi }}+2\beta {\dot {\psi }}+w_{0}\psi =F_{0}cos\left(w_{0}t\right)}
Cuya solución es la suma de la ecuación:
{\displaystyle \psi _{general}=\psi _{homogenea}+\psi _{particular}}

### Término estable
{\displaystyle {\ddot {\psi }}_{c}+2\beta {\dot {\psi }}_{c}+w_{0}\psi _{c}=F_{c}}
{\displaystyle \psi _{c}=\psi _{0}e^{iw_{0}t}}
{\displaystyle {\dot {\psi _{c}}}=i\psi _{0}we^{iw_{0}t}}
{\displaystyle {\ddot {\psi _{c}}}=-\psi _{0}w^{2}e^{iw_{0}t}}
{\displaystyle (w_{0}^{2}-w^{2}+2\beta iw)\psi _{0}e^{iw_{0}t}=F_{c}}
{\displaystyle (w_{0}^{2}-w^{2}+2\beta iw)\psi _{c}=F_{c}}
{\displaystyle \psi _{c}={\frac {F_{0}e^{iwt}}{w_{0}^{2}-w^{2}+2\beta iw}}}
{\displaystyle \psi _{c}\equiv {\frac {F_{0}}{w_{0}^{2}-w^{2}+2\beta iw}}}
{\displaystyle \psi _{c}={\frac {F_{0}}{w_{0}^{2}-w^{2}+2\beta iw}}{\frac {(w_{0}^{2}-w^{2}+2\beta iw)}{(w_{0}^{2}-w^{2}+2\beta iw)}}={\frac {F_{0}(w_{0}^{2}-w^{2}+2\beta iw)}{(w_{0}^{2}-w^{2})^{2}+4\beta ^{2}w^{2}}}}
{\displaystyle \psi _{c}={\frac {F_{0}(w_{0}^{2}-w^{2})}{(w_{0}^{2}-w^{2})^{2}+4\beta ^{2}w^{2}}}-i{\frac {F_{0}2\beta w}{(w_{0}^{2}-w^{2})^{2}+4\beta ^{2}w^{2}}}=\psi _{0}e^{i\propto }}
{\displaystyle \psi _{0}(w)={\frac {1}{\sqrt {(w_{0}^{2}-w^{2})^{2}+4\beta ^{2}w^{2}}}}}
{\displaystyle \propto (w)=ArcTan({\frac {-2\beta w}{w_{0}^{2}-w^{2}}})}
- Datos: Q5858696